# Ramon Dekkers
Pour les articles homonymes, voir Dekkers.
Ramon « Diamond » Dekkers (né le 4 septembre 1969 à Bréda aux Pays-Bas, mort le 27 février 2013 à Bréda) est un combattant de boxe thaïlandaise (muay thaï), célèbre pour avoir été huit fois champion du monde de muay thaï et de kick boxing. 
Il est mort d'une crise cardiaque alors qu'il s'entraînait intensivement.

## Palmarès
Il a été le combattant étranger le plus connu en Thaïlande, le pays du Muay thaï, dans les années 1990. Ramon Dekkers a reçu en 1992 la distinction honorifique de « meilleur boxeur étranger », à ne pas confondre avec la distinction de « meilleur boxeur de l'année » remportée cette année-là par Jaroensap Kiatbanchong.
Il était en tant que boxeur réputé pour l'efficacité exceptionnelle de son crochet du gauche, mais aussi pour sa technique de jambe très complète et particulièrement rapide.
Depuis quelques années, il s'occupait d'un club à Bréda.
Son palmarès reste exceptionnel dans le monde du muay thai. Il est l'un des plus fabuleux punchers de cette époque. Ses coups, d'une vitesse incroyable lui ont valu 185 victoires sur 210 combats. Il fut huit fois champion de muay thai et champion du monde de kickboxing. Surnommé le diamant par sa qualité sur le ring, il restera dans les mémoires par sa rage de vaincre qui a fait de lui l'un des plus fabuleux combattants des vingt dernières années.
Il est mort le 27 février 2013 d'un malaise cardiaque lors d'une randonnée à vélo,. Il avait 43 ans.

## Combats
210 combats, 185 victoires dont 98 par KO.
| Date             | Résultat | Adversaire    | Compétition                                  | Lieu          | Méthode                      | Rounds | Temps | Diffusion |
| ---------------- | -------- | ------------- | -------------------------------------------- | ------------- | ---------------------------- | ------ | ----- | --------- |
| 14 novembre 1998 | Victoire | Kenichi Ogata |                                              | Tōkyō, Japon  | Décision KO (crochet gauche) |        | :     |           |
| 9 avril 1992     | Victoire | Jo Prestia    |                                              | Paris, France | Décision du jury             | 5      | 15:00 | Canal+    |
| 25 octobre 1991  | Victoire | Joel Cesar    | Championnat du monde de Muay thaï des -63 kg | Paris, France | Décision KO (crochet gauche) | 3      | 8:59  | Canal+    |

- Ramon Dekkers vs Pralomran (Victoire par KO).
- Ramon Dekkers Vs Gilbert Ballantine.
- Ramon Dekker Vs Genki Sudo (défaite).
- Ramon Dekkers Vs Joeri Mes
- Ramon Dekkers vs Sakmongkol (défaite)[4],[5].
- Ramon Dekkers Vs Francois Pennacchio (défaite)[6]